# Platynus tenuipes
Platynus tenuipes är en skalbaggsart som beskrevs av Thomas Casey. Platynus tenuipes ingår i släktet Platynus och familjen jordlöpare. Inga underarter finns listade i Catalogue of Life.